# 郭鍾美
郭鍾美（?—?），安徽省合肥縣人，清朝政治人物、進士出身。
光緒三十年，會試第126名；殿試登進士三甲第51名，后分發為知縣。